# Чемпіонат Швейцарії з хокею 1929
Чемпіонат Швейцарії з хокею 1929 — 19-й чемпіонат Швейцарії з хокею, чемпіоном став втретє ХК «Давос».

## Схід
ХК «Давос» вийшов до фіналу.

## Захід
| 23 грудня 1928 року |     |               |  |
| «Розей» (Гштаад)    | 5:0 | «Шато де-Окс» |  |
|                     |     |               |  |

«Розей» (Гштаад) вийшов до фіналу.

## Фінал
| 5 лютого 1929 року |     |                  |  |
| ХК «Давос»         | 5:0 | «Розей» (Гштаад) |  |
|                    |     |                  |  |